# Nodo Gordiano (gruppo musicale)
Nodo Gordiano è un progetto di rock progressivo italiano nato a Roma nel 1994 e guidato dal polistrumentista Andrea De Luca.

## Storia
Dopo le prime esperienze come cover band, interpretando dal vivo brani di King Crimson, Pink Floyd, Genesis ed altri, nel 1999 pubblicano per l'etichetta Lizard Records il loro primo album, omonimo, di brani originali, sul retro del quale compaiono i lusinghieri commenti di musicisti del calibro di Francesco Di Giacomo, Vittorio Nocenzi e Rodolfo Maltese (Banco del Mutuo Soccorso), Gianni Leone (Balletto di Bronzo), Mauro Pagani (PFM), Furio Chirico (Arti e Mestieri) e John Wetton (King Crimson).

Dopo alcuni cambi di formazione partecipano nel 2004 al tribute-album The Letters - An Unconventional Guide to King Crimson (con la cover del brano Lament), edito dalla Mellow Records, e l'anno successivo pubblicano il secondo album in studio, Alea, con la medesima etichetta e la formazione ridotta a trio.

Nel 2009 viene pubblicato il terzo album Flektogon, per l'etichetta AMS, lavoro che ha riscosso significativi consensi di critica e pubblico in Italia e all'estero.

Nel 2013 il gruppo torna in studio per la realizzazione del nuovo lavoro dal titolo Nous, pubblicato il 3 marzo 2014 sempre dall'etichetta AMS e distribuito da BTF.

Il 2014 ha segnato anche il ritorno del gruppo all'attività live.

Nel 2020 il quinto album “Sonnar” viene pubblicato in formato CD e digitale, con il ritorno all’etichetta Lizard Records ed una formazione a quattro elementi con voce femminile. Nel dicembre dell’anno successivo gli stessi musicisti pubblicano sempre con Lizard lo strumentale H.E.X., lavoro composto da due lunghe suite ed ispirato dagli esagrammi del Libro dei Mutamenti.

## Discografia
- 1999 - Nodo Gordiano (Lizard Records)
- 2005 - Alea - (Mellow Records)
- 2009 - Flektogon (AMS Records|BTF)
- 2014 - Nous (AMS Records|BTF)
- 2020 - Sonnar (Lizard Redords)
- 2021 - H.E.X. (Lizard Records)

## Partecipazioni
- 2004 - The Letters - An unconventional italian guide to King Crimson (Mellow Records), versione del brano Lament

## Formazione
Line-up 2021:
- Andrea De Luca - basso, chitarra elettrica ed acustica, sintetizzatori, sampler
- Davide Guidoni - batteria, percussioni, sintetizzatori, sampler
- Filippo Brilli - sax soprano, contralto, baritono, tenore

Line-up 2020:
- Andrea De Luca - basso, chitarra elettrica, sintetizzatori
- Davide Guidoni - batteria, percussioni, sintetizzatori
- Filippo Brilli - sax soprano, contralto, baritono, tenore
- Natalia Suvorina - voce

Line-up 2014:
- Andrea De Luca - voce, basso, sintetizzatori, chitarra acustica, chitarra elettrica, saz
- Carlo Fattorini - batteria, percussioni acustiche ed elettroniche, glockenspiel
- Fabrizio Santoro - chitarra elettrica, sintetizzatori, basso

Line-up 2009:
- Andrea De Luca - basso, sintetizzatori, chitarra acustica, chitarra elettrica, theremin, violino, saz
- Carlo Fattorini - batteria, percussioni acustiche ed elettroniche, glockenspiel, vibrafono
- Franco "Tatanka" Terralavoro - sax contralto, flauto traverso
- Silvia Scozzi - voce

Line-up 2005:
- Andrea De Luca - basso
- Carlo Fattorini - batteria elettronica
- Gianluca Cottarelli - sintetizzatori

Line-up 2004:
- Andrea De Luca - voce, basso
- Carlo Fattorini - batteria elettronica
- Fabrizio Santoro - chitarra elettrica
- Andrea Amici - sintetizzatori

Line-up 1999:
- Andrea De Luca - basso
- Alessandro Papotto - voce , sintetizzatori, sax soprano, clarinetto
- Roberto Proietto - chitarra elettrica
- Tony Zito - batteria

## Recensioni
- Flektogon Arlequins
- Flektogon Rate your music
- Flektogon Progressive Ears Archiviato il 19 marzo 2014 in Internet Archive.
- Flektogon Rotter's Club
- Flektogon BabyBlaue-Seiten
- Alea Arlequins